# Barileva
Barileva (albanisch auch Barilevë, serbisch Бариљево Bariljevo) ist ein Dorf im Kosovo. Barileva gehört zur Gemeinde von Pristina, das 13 Kilometer entfernt ist.

## Name
Der Ortsname ist entstanden aus dem slawischen Possessivadjektiv Barěljev des Personennamens Barělj. Dieser Personenname geht zurück auf das italienische barile bzw. venezianische baril („Fass“). Die Existenz dieses Personennamens im Mittelalter wird etwa durch einen Brief des Đurađ II. Balšić aus dem Jahre 1376 bezeugt, in welchem ein Venezianer namens Filip' Barel erwähnt wurde.

## Geschichte
Das Dorf wird das erste Mal in der Chrysobulle von Banjska (1314–1317) als katoun' barěljevski erwähnt, 1455 erfolgt eine Erwähnung in osmanischem Dokument als barylwo.
Spätestens seit Ende des 18. Jahrhunderts ist das Dorf ein Lehngut der lokalen Adelsfamilie Džinić aus Pristina gewesen.

## Bevölkerung
| Volkszählung | 1948 | 1953 | 1961  | 1971  | 1981  | 1991  | 2011  |
| ------------ | ---- | ---- | ----- | ----- | ----- | ----- | ----- |
| Einwohner    | 802  | 921  | 1 056 | 1 374 | 1 780 | 2 070 | 2 212 |

Die Volkszählung in der Republik Kosovo aus dem Jahr 2011 ergab, dass in dem Dorf Barileva 2212 Menschen wohnten; 2210 davon bezeichneten sich als Albaner.